# مثلث رانی
مثلث رانی را می‌توان به صورت یک فرورفتگی در زیر چین کشاله ران در بخش فوقانی ران مشاهده کرد.
در یک فرد عضلانی و لاغر محدودهٔ این مثلث را می‌توان در وضعیت ابدوکسیون و روتاسیون خارجی ران مشخص کرد.

## اضلاع مثلث
قاعده مثلث توسط رباط اینگوئینال ضلع خارجی توسط عضله سارتوریوس و ضلع داخلی توسط عضلهٔ ادوکتور لونگوس ساخته می‌شود.
گروه افقی عقده‌های اینگوئینال سطحی را می‌توان در فاسیای سطحی دقیقاً در پایین و به موازات رباط اینگوئینال لمس کرد.

## شریان رانی
از پشت رباط اینگوئینال در وسط خطی به ران وارد می‌شود که سمفیز پوبیس را به خار خاصره ای قدامی فوقانی متصل می‌کند.
نبض آن را به آسانی می‌توان لمس کرد.

## ورید رانی
با عبور از پشت رباط اینگوئینال در سمت خارج نبض شریان رانی به ران وارد می‌شود.

## ورید صافنوس بزرگ
با عبور از سوراخ صافنوس در فاسیای عمقی ران (فاسیا لاتا) به فاصله ۱/۵ اینچ (۴ سانتی‌متر) در پایین و خارج تکمه
پوبیس به ورید رانی می‌پیوندند.